# Où Gît Votre Sourire Enfoui?
Où Gît Votre Sourire Enfoui? (título português: Onde Jaz o Teu Sorriso?) é um documentário televisivo franco-português de 2001, realizado por Pedro Costa. Com produção executiva de Janine Bazin e André S. Labarthe, trata-se de um episódio do longevo programa de televisão francês Cinéma, de Notre Temps, que traça o perfil da vida de realizadores de cinema. Este documentário acompanha o exigente processo de Jean-Marie Straub e Danièle Huillet de reedição do seu filme Sicilia! (1999), marcado por debates sobre cada corte e o seu efeito, permitindo revelar ideia de cinema da dupla de cineastas.
Costa montou diferentes versões desta produção:
- Où Gît Votre Sourire Enfoui?; Corte teatral, de 104 minutos de duração.[3]
- Danièle Huillet, Jean-Marie Straub, Cinéastes; Corte televisivo original, de 72 minutos.[4]
- 6 Bagatelas; Curta-metragem de 18 minutos, com seis cenas inéditas.[5][6]

Danièle Huillet, Jean-Marie Straub, cinéastes foi a primeira versão a estrear, com emissão televisiva em França, no Arte, a 11 de julho de 2001. Où Gît Votre Sourire Enfoui? foi apresentado a 4 de setembro de 2001, na secção "Novos horizontes" do 58º Festival Internacional de Cinema de Veneza. O filme chegaria às salas de cinema francesas e portuguesas, respetivamente, a 15 e a 17 de janeiro de 2003. Por último, 6 Bagatelas integrou a edição portuguesa em DVD da longa-metragem, como material extra, lançada a 10 de dezembro de 2004.

## Sinopse
Acompanha-se o cuidadoso processo criativo do casal de cineastas, colaboradores desde a década de 1950, Jean-Marie Straub e Danièle Huillet durante a montagem de uma terceira versão de Sicília!, a sua mais recente longa-metragem. O casal discute sobre uma cena de um vendedor de laranjas quando Danièle deteta um pormenor que acha ser problemático numa frase crucial. Jean-Marie diz que a cena fica melhor se não alterarem nada. Passam pela frase repetidamente. Debatendo cada corte e o seu efeito, os dois cineastas enfrentam um impasse.
Straub devaneia e racionaliza cada decisão com teoria erudita; Huillet mantém a concentração, o espírito prático e a assertividade das decisões. Na escuridão virtual da sala de edição, Huillet desliga a Moviola para calar o esposo. Straub comenta a influência de figuras tão diversas como Charles Chaplin e Serguei Eisenstein, sobre as implicações éticas e estéticas da técnica cinematográfica e questões como ritmo, mistura de som e interpretação.

## Produção
O realizador Pedro Costa é comissionado por Janine Bazin e André S. Labarthe a fazer um filme para a série Cinéma, de notre temps sobre dois dos cineastas que mais o influenciaram e serviram de exemplar estético, o casal Jean-Marie Straub e Danièle Huillet. Entre a produção e a pós-produção de No Quarto da Vanda, Costa escolhe filmar Huillet e Straub no contexto de um workshop que ministraram em Le Fresnoy, no Estúdio Nacional de Artes Contemporâneas em Tourcoing. Aversos a uma metodologia de ensino tradicional, neste contexto, Danièle Huillet edita o filme Sicilia! enquanto Jean-Marie Straub comenta o processo, entre a teoria e o trabalho artesanal.
O título da longa-metragem é uma referência ao filme Moses und Aaron (1975), no qual os Straub filmam um muro com o grafiti "Wo liegt euer Lacheln begraben?", que se pode traduzir para "Onde jaz o teu sorriso oculto?". Sabendo da admiração por Anton Webern dos Straub, Pedro Costa, inspira-se na peça Seis Bagatelas para Quarteto de Cordas (0p. 09, 1913) para dar título à curta-metragem que acompanha o filme, 6 Bagatelas.

## Versões

### Danièle Huillet, Jean-Marie Straub, Cinéastes
Danièle Huillet, Jean-Marie Straub, Cinéastes, com 72 minutos de duração, é um dos mais de 100 documentários televisivos da série Cinéastes de notre temps, iniciada em 1966 por André S. Labarthe (interrompida em 1972, a série foi retomada em 1989 com o título Cinéma, de notre temps). Cada filme é dedicado a uma personalidade do mundo do cinema ou a um movimento cinematográfico.

### Où Gît Votre Sourire Enfoui?
Para além da edição de um telefilme, Pedro Costa edita uma versão para exibição em cinema, Où Gît Votre Sourire Enfoui?, uma longa-metragem de 104 minutos, com a produção Audiovisuel Multimedia International Production, Contracosta, Institut National de l'Audiovisuel e do canal franco-alemão La Sept / ARTE e participação financeira de Centre National de la Cinématographie, Instituto do Cinema, Audiovisual e Multimédia, do canal português Rádio Televisão Portuguesa e Procirep.

### 6 Bagatelas
Com base em cenas não utilizadas na montagem de Où Gît Votre Sourire Enfoui?, Pedro Costa edita uma curta-metragem de 18 minutos. O olhar sobre Danièle Huillet e Jean-Marie Straub coloca-os num novo contexto. Depois do trabalho na mesa de corte, o casal está ao ar livre, Straub a fumar num banco de jardim, enquanto, Danièle costura.

## Equipa técnica
- Realização: Pedro Costa.[2]
- Colaboração na realização: Thierry Lounas.
- Argumento: Pedro Costa, Thierry Lounas, Janine Bazin e André S. Labarthe.
- Fotografia: Pedro Costa e Jeanne Lapoirie.
- Música: Anton Webern.
- Edição: Dominique Auvray e Patrícia Saramago.
- Direção de som: Matthieu Imbert.
- Mistura de som: Branko Neskov e Stéphane Larrat.
- Direção de produção: Sylvie Cann e Sandrine Sibiril.
- Produção: André S. Labarthe, Janine Bazin e Francisco Villa-Lobos.
- Pós-produção: Leonardo Simões e Susana Nobre.[24]

## Estética e temáticas
As imagens do filme podem ser divididas quase em metades iguais: por um lado um plano fixo da sala de montagem, observando o casal trabalhando na moviola; por outro, as cenas do filme Sicília! (1999), filmadas através da projeção da mesa de montagem. Assim, o espetador entra no espaço de criação do casal Huillet - Straub, mas também na imagem do seu cinema ainda em estado bruto. Deste modo, o filme de Pedro Costa afasta-se da veneração de mestres, mas também da desconstrução making-of de um filme, antes voltando o seu olhar para a tensão das relações entre o material e o pensamento, o racional e o intuitivo, no ato da criação. Comentando esta abordagem, Costa explica que Où Gît Votre Sourire Enfoui? "é um filme feito em montagem, com o qual quis transmitir uma imagem, um pensamento, um ensinamento sobre o que é este cinema estranho, este método bizarro, destes cineastas do nosso tempo. E é um filme muito Godardiano porque Danièle e Jean-Marie partem sempre de ideias; são pessoas de convicção".
Deste modo, o filme trabalha com dicotomias em discussão (filmagem e projeção; o casal e os realizadores, os mestres e os discípulos), trazendo à superfície um olhar acerca de uma relação. Ao longo de Où Gît Votre Sourire Enfoui?, é percetível a distância entre o casal. Contrasta-se a permanente mobilidade e verborreia de Jean-Marie Straub, com a imobilidade de Danièle Huillet, que quase não fala e que nunca desvia o olhar da mesa de montagem. O conflito Jean-Marie - Danièle foi comparado por críticos, como João Bénard da Costa, às guerras das comédias conjugais de Spencer Tracy e Katherine Hepburn, como Adam’s Rib (1949) e Pat and Mike (1953), de George Cukor. Em Où Gît Votre Sourire Enfoui?, o trabalho une-os, mas o modo como trabalham separa-os. A discussão crispada faz parte do processo, aceite pelos dois, resultando no que Bénard da Costa definiu como "conflitualidade cúmplice". Neste sentido, Costa confessou que, ao terminar o filme, se apercebeu inadvertidamente de que com este filme havia feito a sua "primeira comédia" e sua "primeira história de amor".

## Continuidade artística
Analisando a obra de Pedro Costa, Maíra Freitas de Souza integra Où Gît Votre Sourire Enfoui?, 6 Bagatelas e Ne Change Rien (2009) no que intitula Bloco da Poética das Artes, por serem documentários nos quais o trabalho artístico e processo criativo se torna objeto de observação e centro dramático. De facto, nos primeiros filmes, o realizador instala-se no canto de uma sala e observa uma rotina de trabalho. Abordagem semelhante é aplicada em Ne Change Rien, que retrata diferentes etapas do processo musical da atriz e cantora francesa Jeanne Balibar. Com uma opinião contrária, a cinéfila Natasha Subramaniam defende que Ne Change Rien se aproxima mais da ficção de Costa do que de Où Gît Votre Sourire Enfoui: "Distintamente diferentes em conteúdo e forma, não se trata de diálogo, humor, discurso teórico, clareza de imagens ou recompensa pelo trabalho duro. Em vez disso, [Ne Change Rien] é um filme solitário, sinuoso e incerto – uma fusão incomum e fascinante de documentário e ficção que confunde os géneros ao colocar pessoas reais no mundo hiperestilizado e onírico de um cineasta".

## Distribuição
Danièle Huillet, Jean-Marie Straub, cinéastes foi a primeira versão a estrear, com emissão televisiva no canal franco-alemão Arte, a 11 de julho de 2001.
Où Gît Votre Sourire Enfoui? foi selecionado para integrar a secção "Novos horizontes" do 58º Festival Internacional de Cinema de Veneza, onde estreou a 4 de setembro de 2001. Em Portugal, a primeira exibição do filme foi em conjunto com Sicília!, a 28 de outubro de 2001 no Teatro Municipal Rivoli, no âmbito do ciclo O Olhar de Ulisses 4.0 – Resistência organizado pelo Porto 2001 Capital Europeia da Cultura. O filme chegaria em simultâneo às salas de cinema francesas e portuguesas, respetivamente, a 15 e a 17 de janeiro de 2003. Em França, Où Gît Votre Sourire Enfoui? foi distribuído pela Capricci.
Uma edição portuguesa em DVD da produção foi lançada a 10 de dezembro de 2004, incluindo no material extra, entre outros, a curta-metragem 6 Bagatelas e o livro Onde jaz o teu sorriso? editado pela Assírio e Alvim (ISBN 972-37-0970-8). Outras edições DVD foram realizadas por Prodimag (Barcelona), em 2008 e pela Midas filmes (Lisboa), lançada em outubro de 2009. 6 Bagatelas viria também a ser exibido em alguns festivais de cinema, como na edição de 2005 da Viennale.
Vinte anos depois do seu lançamento, no outono de 2021, Pedro Costa apresenta uma restauração digital de Où Gît Votre Sourire Enfoui?, distribuída nos EUA pela Grasshopper.

## Receção crítica
Où Gît Votre Sourire Enfoui? recebeu, de forma geral, comentários positivos pela crítica especializada. No agregador de críticas francesas, Allociné, o filme mantém um rating médio de 3,6⁄5, depois de ter considerado 7 críticas. Entre elas, a do Le Monde, escrita por Jean-François Rauger, destaca como a abordagem de Pedro Costa tem tanto de modesto como de ambicioso, permitindo que os espetadores compreendam melhor não só a arte dos Straub, mas também os próprios protagonistas. Outros autores e teóricos francófonos demonstraram apreço pela obra. Jean-Pierre Gorin considera que Pedro Costa "evita a hagiografia piegas. Ninguém realçou de forma mais nítida, tornou mais tangível a dedicação à clareza, a convicção de que a imagem é aparência e a convicção de que a forma é a mediação material de uma ideia, que estão no cerne de Danièle Huillet e Jean-Marie Straub". Segundo Jean-Luc Godard, Où Gît Votre Sourire Enfoui? é "o melhor filme que alguma vez se fez acerca de cinema e da montagem. Um filme muito belo". Mickael Kummer destaca que a longa-metragem é de um "valor importante para os cineastas aprendizes que no futuro quererão ver cineastas a trabalhar. Porque é na verdade um dos únicos filmes onde realmente vemos cineastas a trabalhar. O making of muitas vezes favorece o marketing em detrimento dos aspetos concretos do trabalho".
Em Portugal, a obra foi também bem recebida, nomeadamente pelos críticos do Público. Vasco Câmara atribui a Où Gît Votre Sourire Enfoui? quatro estrelas, enquanto Kathleen Gomes e Luís Miguel Oliveira atribuem cinco. Este último revela-se impressionado pelo modo como o filme conjuga uma vertente cómica e humanizante com a exposição de um método de trabalho muito disciplinado.
Na crítica norte-americana, a receção também foi positiva. Richard Brody (The New Yorker) considera que com esta obra, Pedro Costa oferece um estudo revelador do processo de produção cinematográfica. Em concordância, os programadores do Harvard Film Archive consideram o documentário "um exame brilhante da arte da edição e uma meditação sobre as implicações estéticas e políticas da técnica cinematográfica". Adrian Martin (Film Critic) considera a versão longa da obra "uma obra-prima, entre os melhores documentários de qualquer tipo que eu já vi". John Dickson, escrevendo para Cine-file, comenta o impacto da cena final: "é uma daquelas cenas agourentas no crepúsculo de uma longa carreira [...] que permanece incrivelmente assustadora e comovente, transcendendo aquilo a que nos acostumamos, enquanto nós e os cineastas emergemos da escura sala de edição, os olhos ainda hipnotizados pelo brilho de um tela suave, de volta ao ar puro. Em 2021, Jonathan Rosenbaum elegeu a edição portuguesa em DVD de Onde Jaz O Teu Sorriso?, um dos seus DVDs preferidos.